# Luis Alejandro Minuzzi Calcatelli
Luis Alejandro Minuzzi Calcatelli est un ancien joueur argentin-italien de rink hockey né le 15 juillet 1981. Après son arrêt du rink hockey en tant que joueur, il est depuis entraineur-adjoint au SCRA Saint-Omer.

## Parcours sportif
Il quitte le PAS Alcoy en 2009 pour rejoindre le championnat français. Après une saison passée Quévert, il intègre le club de Saint-Omer dans lequel il y reste cinq saisons avant d'arrêter sa carrière.

### Palmarès
En 2012, il s'adjuge la Coupe de France avec le club de Saint-Omer. 

La saison suivante, il remporte le championnat de France de Nationale 1.